# Megapselaphus luzonica
Megapselaphus luzonica is een keversoort uit de familie zwamspartelkevers (Melandryidae). De wetenschappelijke naam van de soort werd in 1921 gepubliceerd door Karl Maria Heller.